# Октаэдрическая пирамида
| Октаэдрическая пирамида                                                                                | Октаэдрическая пирамида                                                         |
| --- | ------------------------------------------------------------------------------- |
| Диаграмма Шлегеля: проекция (перспектива) правильной октаэдрической пирамиды в трёхмерное пространство |                                                                                 |
| Тип | Многогранная пирамида                                                           |
| Символ Шлефли                                                                                          | ( ) ∨ {3,4} ( ) ∨ r{3,3} ( ) ∨ s{2,6} ( ) ∨ [{4} + { }] ( ) ∨ [{ } + { } + { }] |
| Ячеек                                                                                                  | 9                                                                               |
| Граней                                                                                                 | 20                                                                              |
| Рёбер                                                                                                  | 18                                                                              |
| Вершин                                                                                                 | 7                                                                               |
| Двойственный политоп                                                                                   | Кубическая пирамида                                                             |

Ортогональная двумерная проекция равногранной октаэдрической пирамиды, вращающейся вокруг плоскости, проходящей через четыре ребра её основания

Октаэдри́ческая пирами́да — четырёхмерный многогранник (многоячейник): многогранная пирамида, имеющая основанием октаэдр.

## Описание
Ограничена 9 трёхмерными ячейками — 8 тетраэдрами и 1 октаэдром. Октаэдрическая ячейка окружена всеми восемью тетраэдрическими; каждая тетраэдрическая ячейка окружена октаэдрической и тремя тетраэдрическими.
Её 20 двумерных граней — треугольники. 8 граней разделяют октаэдрическую и тетраэдрическую ячейки, остальные 12 — две тетраэдрических.
Имеет 18 рёбер. На 12 рёбрах сходятся по три грани и по три ячейки (октаэдрическая и две тетраэдрических), на остальных 6 — по четыре грани и по четыре ячейки (только тетраэдрические).
Имеет 7 вершин. В 6 вершинах сходятся по 5 рёбер, по 8 граней и по 5 ячеек (октаэдрическая и четыре тетраэдрических); в 1 вершине — 6 рёбер, 12 граней и все 8 тетраэдрических ячеек.

## Равногранная октаэдрическая пирамида
Если все рёбра октаэдрической пирамиды имеют равную длину {\displaystyle a}, её грани являются одинаковыми правильными треугольниками. Четырёхмерный гиперобъём и трёхмерная гиперплощадь поверхности такой пирамиды выражаются соответственно как
{\displaystyle V_{4}={\frac {1}{12}}\;a^{4}\approx 0{,}0833333a^{4},}
{\displaystyle S_{3}={\sqrt {2}}\;a^{3}\approx 1{,}4142136a^{3}.}
Высота пирамиды и радиус описанной гиперсферы (проходящей через все вершины многоячейника) при этом будут равны
{\displaystyle H=R={\frac {\sqrt {2}}{2}}\;a\approx 0{,}7071068a,}
радиус внешней полувписанной гиперсферы (касающейся всех рёбер в их серединах) —
{\displaystyle \rho _{1}={\frac {1}{2}}\;a=0{,}5000000a,}
радиус внутренней полувписанной гиперсферы (касающейся всех граней в их центрах) —
{\displaystyle \rho _{2}={\frac {\sqrt {6}}{6}}\;a\approx 0{,}4082483a,}
радиус вписанной гиперсферы (касающейся всех ячеек) —
{\displaystyle r={\frac {\sqrt {2}}{6}}\;a\approx 0{,}2357023a.}
Центр вписанной гиперсферы располагается внутри пирамиды, центры описанной и обеих полувписанных гиперсфер — в центре её основания.
Такую пирамиду можно получить из шестнадцатиячейника, разрезав его на две равные части.
Угол между двумя смежными тетраэдрическими ячейками будет равен {\displaystyle 120^{\circ },} как и в шестнадцатиячейнике. Угол между октаэдрической ячейкой и любой тетраэдрической будет равен {\displaystyle 60^{\circ }.}

## В координатах
Равногранную октаэдрическую пирамиду с длиной ребра {\displaystyle {\sqrt {2}}} можно разместить в декартовой системе координат так, чтобы её вершины имели координаты
- {\displaystyle \left(\pm 1;\;0;\;0;\;0\right),}
- {\displaystyle \left(0;\;\pm 1;\;0;\;0\right),}
- {\displaystyle \left(0;\;0;\;\pm 1;\;0\right),}
- {\displaystyle \left(0;\;0;\;0;\;1\right).}

Начало координат {\displaystyle (0;\;0;\;0;\;0)} будет центром описанной и обеих полувписанных гиперсфер многоячейника.

## Заполнение пространства
Так как две равногранных октаэдрических пирамиды образуют шестнадцатиячейник, а шестнадцатиячейниками можно замостить четырёхмерное пространство без промежутков и наложений, равногранная октаэдрическая пирамида тоже является заполняющим четырёхмерное пространство многоячейником.